# Festival de cinéma LGBT

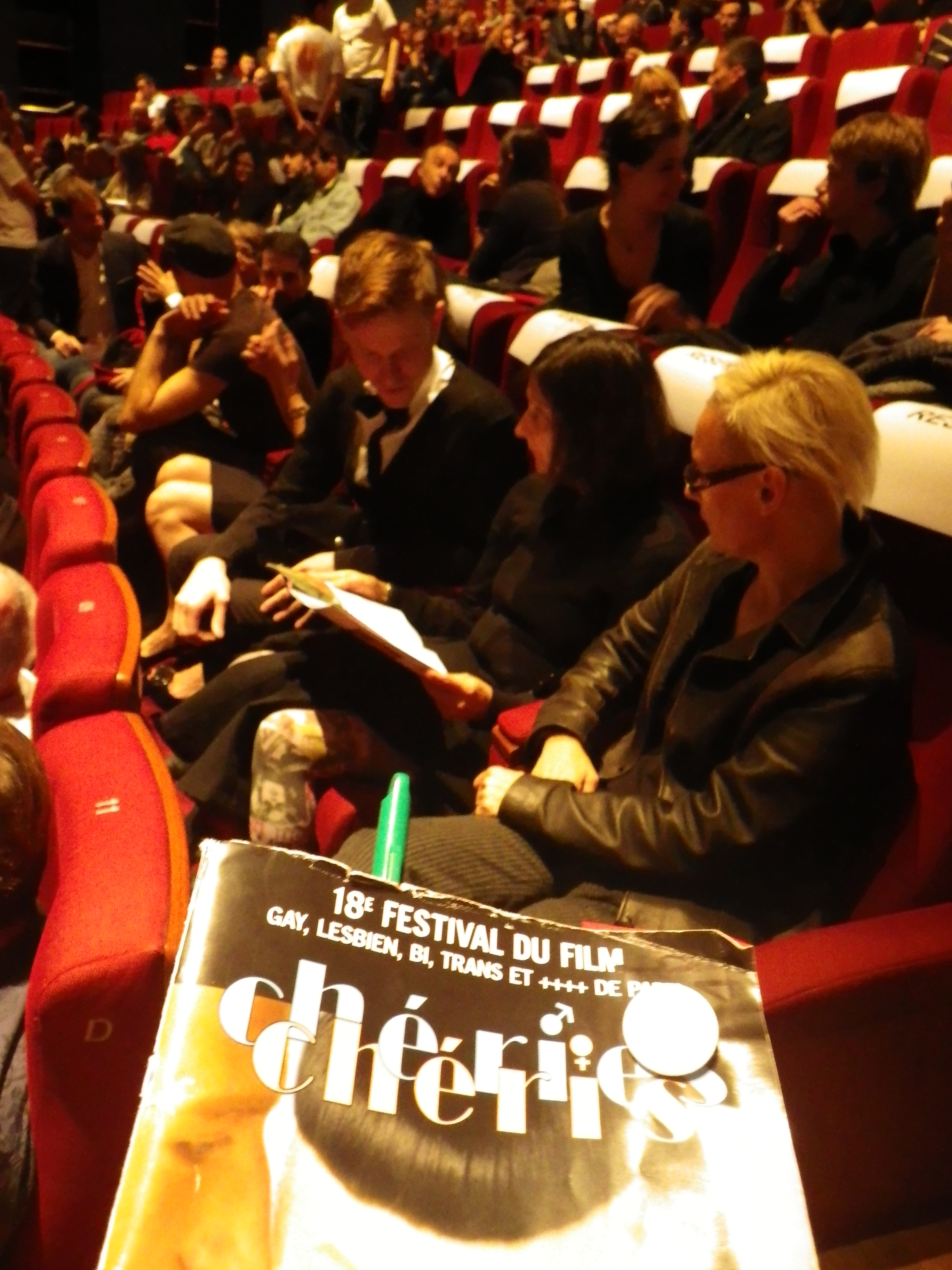
Jury lors de la cérémonie de clôture du festival Chéries-Chéris en 2012.

Les festivals de films LGBTQ+, aussi appelés festivals de films gays, festivals de films gays et lesbiens ou festivals de films queer, sont des événements cinématographiques et culturels récurrents spécialisés autour de thématiques lesbienne, homosexuelle, bisexuelle, transidentitaire et queer.

## Périmètre
Les noms de chaque festival varie au cours du temps, reflétant en partie des changements de programmation et de politique : les festivals se nomment d'abord gays ou lesbiens, puis gays et lesbiens, puis lesbiens et gays, puis lesbiens, gays, et bisexuels, puis lesbiens, gays, bisexuels et transgenre, puis queer. Toutefois, les études sur ces festivals n'utilisent généralement pas la terminologie historique, mais, par convenance, une terminologie unifiée, qui correspond à l'appellation la plus communément admise à l'époque de leur rédaction. 

## Histoire
L'origine des festivals de cinéma LGBT est double ; d'une part, ils sont inspirés, en particulier aux États-Unis, de la création de nombreux autres festivals politiques, qu'ils soient féministes, afro-américains ou autochtones. De l'autres, ils sont la structuration de pratiques déjà présentes dans la communauté LGBT, où se pratiquaient déjà diffusions et discussions dans les centres LGBT, bars gays et lesbiens, bibliothèques ou salles de cinéma.
Le festival du film Frameline (San Francisco International LGBTQ Film Festival) né en 1977 à San Francisco, est de fait le plus ancien festival queer encore existant. Le développement des festivals de cinéma LGBT, et plus généralement du cinéma LGBT, aux États-Unis dans les années 1970, en particulier à New York et San Francisco, fait suite non seulement au militantisme LGBT mais aussi d'un changement passager de la règlementation concernant les films pornographiques, avec une législation moins contraignante à cette époque. Les premiers festivals à Amsterdam apparaissent aussi à cette période.
À partir des années 1990, les communautés LGBTQ s'organisent en associations, du moins dans les pays occidentaux, de façon à fonder et promouvoir leurs festivals, nouant des relations avec d'autres festivals. Vers la fin de cette décennie, des festivals commencent à émerger en Extrême-Orient — le Festival du film lesbien et gay de Hong Kong né en 1989 est le plus ancien de cette région — et en Europe de l'Est.
Une nouvelle génération de festivals émerge au tournant du XXIe siècle, qu'elle soit issue de l'évolution de festivals plus anciens ou de créations, et fruit des diverses évolutions de la fin du XXe siècle. D'une part, l'amélioration de la situation des personnes LGBT, avec la progression des droits LGBT qui implique un changement de forme de militantisme en général et a fortiori concernant les festivals de cinéma. D'autre part, la viabilité économique du cinéma LGBT augmente grâce à une combinaison de facteurs : meilleurs financements des festivals et de la distribution des films ; baisse drastique du coût d'entrée pour la production d'un film grâce aux avancées technologiques ; enfin, extension du  marché adressable (en) des films LGBT par la plus grande visibilité des sujets queers aux yeux du public général et émergence du point de vue queer comme esthétique consommable, notamment au sein de l'émergence du New Queer Cinema.
En 2020, les principaux festivals nord-américains (San Francisco, Los Angeles, New York, Toronto) décident de former la North American Queer Festival Alliance (NAQFA), afin de renforcer la visibilité de leurs programmations.

## Objectifs
Les festivals LGBT ont pour but d'offrir une représentation réaliste et positive des minorités sexuelles et de genre, telle qu'elle n'existe pas dans les circuits de production cinématographiques mainstreams : en effet, aux États-Unis, officiellement jusque dans les années 1960 mais dans les faits effectif bien plus longtemps, le code Hays, en vigueur à Hollywood, interdit explicitement la représentation positive de l'homosexualité. Les festivals permettent aussi de fournir des débouchés aux producteurs de films LGBT. Ces représentations servent des objectifs plus larges, à la fois de constitution d'une véritable contre-culture, mais aussi d'un projet politique de remise en cause de monopoles de représentation. 
Les festivals permettent aussi de créer une expérience collective, réunissant de nombreux individus pour en faire une véritable communauté LGBT : l'important n'étant pas uniquement les films projetés, mais aussi l'expérience de participation ou d'organisation de ces évènements en tant que tels. Les divers changements de noms qu'effectuent les festivals à travers leur histoire montre l'existence d'une telle communauté, qui n'est pas là uniquement pour consommer le festival mais organise un véritable échange avec celui-ci. 

## Fonctionnement
Les festivals fonctionnent avec une équipe d'organisation soit entièrement bénévole, soit avec extrêmement peu de personnes rémunérées.
La plupart des festivals programment de nouveaux films, parfois en avant-première, les présentant selon les catégories habituelles (fiction, animation, documentaire, cinéma expérimental). Une grande partie de ces festivals proposent de primer les films, ce qui donne lieu à une cérémonie de remise de prix. Certains proposent un focus sur un sujet ou un pays — notamment si le pays en question ne reconnait pas les droits LGBTQ. Ces événements donnent lieu à des débats et des rencontres.[réf. nécessaire]

## Festivals spécifiques

### Lesbiens
- Cineffable, France

### Trans
- San Francisco Transgender Film Festival (en), États-Unis
- The Seattle Transgender Film Festival, États-Unis

## Festivals par pays
L'ensemble des festivals décrits ci-dessous sont répertoriés dans la base Festhome.

### Afrique

#### Afrique du Sud
- Out in Africa, Festival du film gay et lesbien d'Afrique du Sud

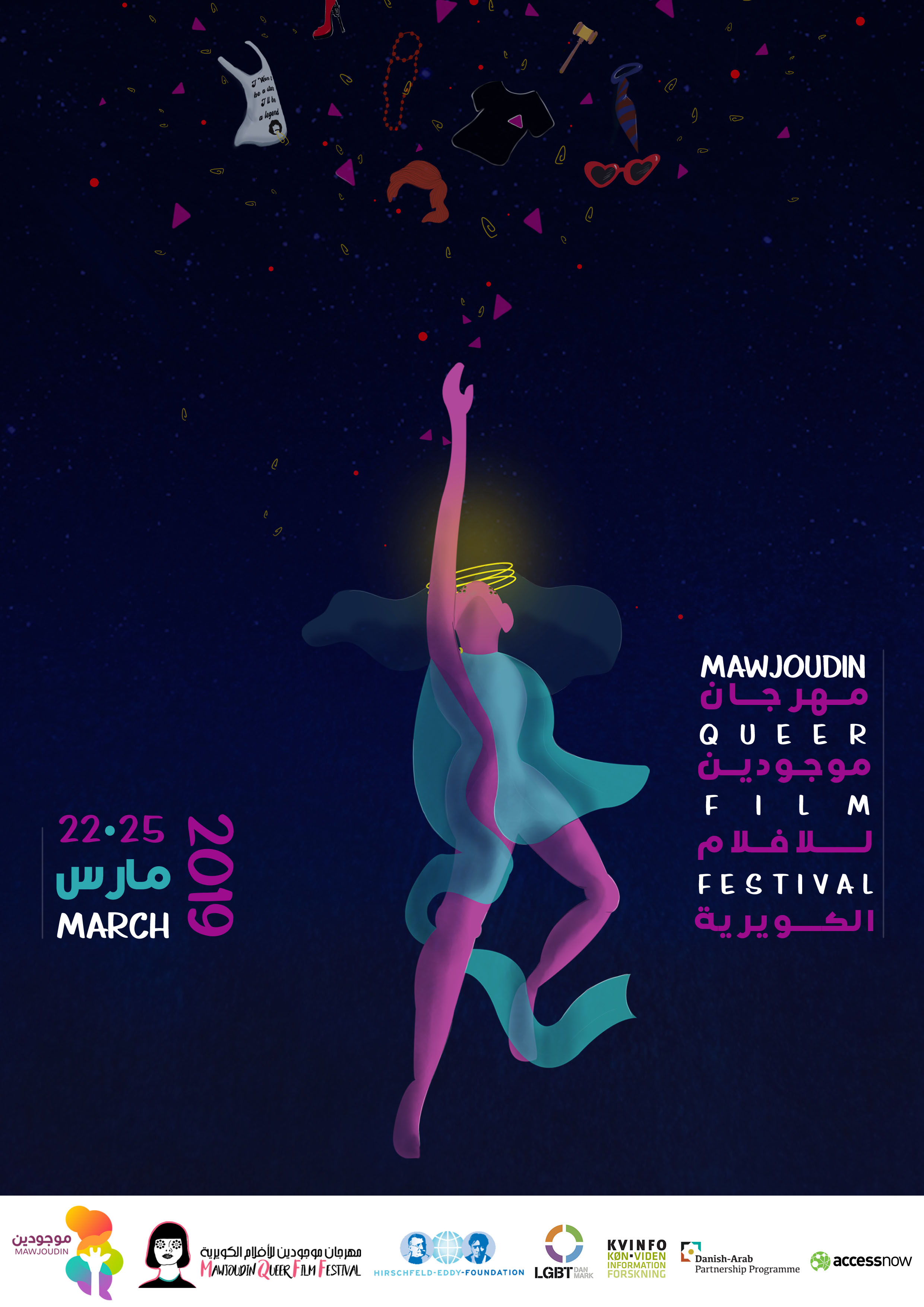
Poster pour l'édition 2019 du festival du film queer de Mawjoudin

#### Tunisie
- Festival du film queer de Mawjoudin

### Amérique du Nord

#### Canada
- Fairy Tales, Festival international du film gay et lesbien d’Alberta

Titre original : Fairy Tales International Gay and Lesbian Film Festival
12e édition, les 27 mai-3 juin 2009 au Plaza Theatre in Kensington
- Queer City Cinema, Biennale internationale du festival du film gay et lesbien de Regina

Titre original :  Queer City Cinema, the Biennal International lesbian and gay film and video festival of Regina
8e édition du 9 au 19 juin 2010 (festival biennal)
- Inside Out Festival de Toronto

Titre original :  Inside Out Toronto Lesbian and Gay Film and Video Festival
20e édition, du 20 au 30 mai 2010
- Festival du film queer de Vancouver

Titre original : Vancouver Queer Film Festival
22e édition, les 12-22 août 2010
- Reel Pride, Festival du film gay et lesbien du Winnipeg

Titre original:  Reel Pride Winnipeg's gay and lesbian film festival 
Créé en 1987 par la The Winnipeg Gay and Lesbian Film Society, Inc. sous le titre Counterparts: International Festival of Gay and Lesbian Films, le festival change de nom à partir de 7e édition (2000). Il s'intitule désormais Reel Pride
La 16e édition, les 13-17 octobre 2009

##### Québec
- Image+Nation, Festival international de cinéma LGBT de Montréal

- Massimadi Montréal, festival international des films LGBT afro-caribéens6e édition, du 25 février au 1er mars 2013

- Vues parallèles, les journées de cinéma LGBT de Québec

3e édition en mars 2014, du 27 au 30 mars 2014, au Cinéma Cartier

#### États-Unis
- Atlanta Film Festival (en)
- Austin International Gay & Lesbian Film Festival (AGLIFF), d'Austin (Texas)
- Boston Gay & Lesbian Film Festival
- Frameline, Festival international du film LGBT de San Francisco
- Milwaukee LGBT Film & Video Festival (en)
- MIX NYC (en)
- National Queer Arts Festival (en)
- New York Lesbian, Gay, Bisexual, & Transgender Film Festival (en)
- North Carolina Gay & Lesbian Film Festival (en)
- Outfest, festival de cinéma gay et lesbien de Los Angeles
- Out on Film (en)
- QFest, Festival international du film gay et lesbien de Philadelphie
- Rainbow Film Festival (en)
- Reel Affirmations (en)
- Reeling: The Chicago LGBTQ+ International Film Festival (en)
- Rhode Island International Film Festival
- San Francisco Transgender Film Festival (en)
- Screened Out (en)
- Seattle Queer Film Festival (en)

- Tampa International Gay and Lesbian Film Festival
- Way OUT West Film Fest (en)

- Pikes Peak Lavender Film Festival de Colorado Springs

- Out Film CT, Festival du film gay et lesbien du Connecticut (comté de Hartford)

Titre original : Out Film CT, The Connecticut Gay & Lesbian Film Festival (CTGLFF)
23e édition du 27 mai au 5 juin 2010
- OUT TAKES Dallas, Festival du film lesbien et gay de Dallas

Titre original :  OUT TAKES Dallas, The Annual Lesbian and Gay Film Festival
10e édition en 2009
- Festival du film gay et lesbien de Dayton (Ohio)

Titre original : The Downtown Dayton LGBT Film Festival
4e édition, les 25-26 septembre 2009
- Reel pride, Festival LGBT de Fresno (Californie)

Titre original : Fresno Reel Pride Gay/Lesbian Film Festival
21e édition, les 15-19 septembre 2010
- Festival du film arc-en-ciel d’Honolulu (Hawaï)

Titre original : Honolulu Rainbow Film Festival-HGLCF
21e édition du 27 au 30 mai 2010
- Qfest, Festival du film gay et lesbien d'Houston

Titre original : The Houston Gay & Lesbian Film Festival  (HGLFF)
12e édition en septembre 2008
- Festival du film LGBT de Indianapolis

Titre original : Indianapolis LBGT Film Festival
9e édition, 13-15 novembre 2009
- Festival du film gay et lesbien de Kansas City (Missouri)

Titre original : The Kansas City Gay & Lesbian Film + Video Festival
10e édition du 25 juin au :1er juillet 2010
- Festival du film gay et lesbien de Long Island

Titre original: The Long Island Gay & Lesbian Film Festival ou LI Gay and Lesbian Film Festival (LIGLFF)
12e édition du 13 au 19 novembre 2009
- Reel Pride, Festival du film gay et lesbien de Michigan

Titre original : Reel Pride Michigan - LGBT Film Festival
Créé par la Triangle Foundation, 7e édition les 11-13 novembre 2008
- Miami/Fort Lauderdale, Festival du film gay et lesbien de Miami

Titre original : Miami/Fort Lauderdale gay & lesbian film festival (MFFGLM)
12e édition du 23 avril au 2 mai 2010
Le festival du film gay et lesbien de Miami, un événement salué par la critique, est installé dans le réputé quartier historique de South Beach et montre des films et des vidéos dans des lieux tout au long de Miami-Dade County et Fort Lauderdale.
- Festival international du film lesbien et gay de Pittsburgh

Titre original : Pittsburgh International Lesbian and Gay Film Festival (PILGFF)
Fondé en 1982. (en),25e édition en octobre 2010
- Festival international du film queer de Portland (Oregon)

Titre original : Portland Queer Film Festival (PQFF)
18e édition, les 3-9 octobre 2014
- ImageOut Festival du film et de la vidéo gay et lesbien de Rochester

Titre original : ImageOut, the Rochester Lesbian and Gay Film & Video Festival
18e édition du 8 au 17 octobre 2010
ImageOut: Rochester The Lesbian & Gay Film & Video Festival présente des films et de la vidéo par, pour et au sujet des lesbiennes, gays, bisexuels et transgenres ainsi que de son exposition annuelle d'art par jury de sélection, une lecture de poésie, un programme jeunesse, et des projections tout au long de l'année.
- Festival international du film gay et lesbien de Sacramento

Titre original : Sacramento International Gay & Lesbian Film Festival (SIGLFF)
18e édition les 7-9 octobre 2010
- FilmOut Festival du film LGBT de San Diego

Titre original : FilmOut San Diego LBGT Film Festival
10e édition en 16 au 22 avril 2010
La mission de FilmOut San Diego est d'éclairer, d'éduquer et de divertir le communautés de San Diego County travers l'exposition de LGBT sur le thème des films. FilmOut San Diego vise à reconnaître, promouvoir, célébrer et appuyer les diverses contributions artistiques importants cinéastes LGBT apporter à notre communauté.
- QWOCFF, Festival du film queer femmes de couleur de San Francisco

Titre original : Queer Women of Color Film Festival (QWOCFF)
6e édition du 11-12-13 juin 2010
Créé en 2004 et organisé par le Queer Women of Color Media Arts Project (QWOCMAP), QWOCMAP favorise la création, l'exploitation et la distribution de nouveaux films et de vidéos qui augmentent la visibilité des femmes drôle de couleur, authentique reflet de nos histoires de vie, et de répondre aux questions de justice sociale vitale que les collectivités de notre préoccupation.
- OUTrageous!, Festival du film gay et lesbien de Santa Barbara

Titre original : OUTrageous Santa Barbara Lesbian & Gay Film Festival
18e édition, les 12-15 novembre 2009
- Festival du film gay et lesbien de Spokane (Washington)

Titre original : Spokane, WA Annual Gay/Lesbian Film Festival
11e édition du 6 au 8 novembre 2010.

##### Festivals disparus
- GlobaLGBTQ+ Film Festival (en)

- Festival international du film black gay et lesbien de Oakland

Titre original : Annual Oakland International Black Lesbian, Gay, Bisexual & Transgender Film Festival. 6e édition en août 2008
- REEL KNOX, Festival de cinéma LGBT de Tennessee

Titre original : REEL KNOX LGBT Film Festival. 3e édition en octobre 2008.

### Amérique latine

#### Argentine
- DIVERSA, Festival international de cinéma gay, lesbien, trans d'Argentine (Buenos Aires).

Titre original : DIVERSA, Festival Internacional de Cine Gay, Lésbico, Trans de Argentina.
6e édition du 3 au 10 juin 2010 (festival biennal).

#### Brésil
- MixBrasil, Festival de cinéma sur la diversité sexuelle.

Titre original : Mix Brasil, Festival de Cinema da Diversidade Sexual.
17e édition en novembre 2009 à São Paulo et à Brasilia.

#### Chili
- Festival international de cinéma LGBT Amor.

Titre original : Festival Internacional de Cine LGBT Amor
1re édition en juin 2016

#### Cuba
- Movida Gay, Festival du film gay et lesbien de Cuba.

Titre original : Movida Gay.
Festival subventionné par le ministère de la Santé publique avec l'appui du Fonds mondial contre le sida
1re édition en décembre 2007

#### Mexique
- Festival international du cinéma gay de Cancún.

Titre original : Cancún International Gay Festival.
4e édition en janvier 2009

#### Pérou
- OutfestPerú, Festival du film gay et lesbien de Lima.

Titre original : Festival de Cine Gay y Lésbico de Lisboa.
7e édition en mai 2010.
- Festival Venezolano de Cine de la Diversidad- FESTDIVQ

### Asie

#### Chine
- Festival du film lesbien et gay de Hong Kong
- Festival international du film queer de Taïwan

#### Corée du Sud
- SeLFF Festival du film LGBT de Corée du Sud

Titre original : SeLFF Seoul LGBT Film Festival(서울LGBT페스티벌).
Dernière édition 6-16 juin 2013.

#### Inde
- Kashish, Festival du film queer de Mumbai
- Festival du film queer de Bangalore

Titre original : Bangalore Queer Film Fest.
3e édition les 10-11 avril 2009, festival se déroulant à l'Alliance française de Bangalore.

#### Indonésie
- Q! Film Festival, Jakarta

#### Israël
- Le Festival International du Cinéma LGBT de Tel Aviv

Titre original: Hafestival habeynleumi lekolnoa ge'eh (The Tel Aviv LGBT International Film Festival).
Créé le 13 juin 2006, dans quatre salles, surtout dans la salle « Haozen Hashlishit »; les éditions ultérieures - dans la Cinémathèque de Tel Aviv. 7e édition les 9 au 16 juin 2012.

#### Japon
- Rainbow Reel Tokyo
- Festival du film queer de Kansai

Titre original : Kansai Queer Film Festival (KQFF) (関西クィアフィルムフェスティバル).
4e édition en janvier 2009.
 : Rainbow Reel Tokyo (LGFF)

- Asian Queer Film Festival de Tokyo

Titre original : Asian Queer Film Festival (en) (AQFF).
10e édition en 2017, dates variant chaque année.

#### Turquie
- !f Istanbul, festival international des films indépendants AFM

Titre original : !f İstanbul AFM Uluslararası Bağımsız Filmler Festivali (en anglais : !f Istanbul AFM International Independent Film Festival).
9e édition du 11 au 21 février 2010 en à Istanbul et Ankara.
- Festival du film gay et lesbien d’Istanbul

Titre original : Gay ve Lezbiyen film festivali de Istanbul.
Le premier eu lieu du 1er au 6 octobre en 2004 sous le nom de « OutIstanbul film festival ». Cependant, les suivants furent interdits par la Commission des Activités des Arts en 2005.

### Europe

#### Allemagne
- Teddy Award, Berlinale

- Verzaubert, Festival International du Film Queer

Titre original : Verzaubert - International Queer Film Festival.
Ce festival se déroule chaque année pendant trois semaines fin novembre à Munich, Francfort-sur-le-Main, Cologne et Berlin.
19e édition les 17/18 ou 24/25 avril 2010.
- Entzaubert, Festival de films radicalement queer et d.i.y.

Titre original : Entzaubert - Radical queer d.i.y. film festival.
Festival qui a lieu chaque année à Berlin début août.
6e édition du 2 au 5 août 2012.
- Festival du film lesbien de Fribourg-en-Brisgau

Titre original : Freiburger Lesbenfilmtage.
20e édition du 3 au 6 juin 2010.
- Festival du film gay et lesbien de Hambourg

Titre original : Lesbisch Schwulen Filmtage Hamburg (LSF Hamburg).
20e édition du 20 au 25 octobre 2009.

#### Autriche
- Identities, Festival du film queer de Vienne

Titre original : identities, Vienna's Queer Film Festival.
Ce festival a lieu tous les 2 ans et ce depuis sa création en 1994.
8e édition du 4 au 12 juin 2009.

#### Belgique
- Tels Quels, Festival du film gay et lesbien de Belgique (Bruxelles)

- Pink Screens, Festival du film queer de Bruxelles

- Massimadi Bruxelles - Festival des films LGBT d'Afrique et de ses diasporas (Bruxelles)

#### Danemark
- Festival du film gay et lesbien de Copenhague

#### Espagne
- LesGaiCineMad, Festival international du film gay et lesbien de Madrid

- Festival du film lesbien ELLA International Lesbian Festival de Mallorca

Titre original : ELLA International Lesbian Festival Mallorca : Festival de cine.
1re édition, les 8 - 9 septembre 2015.
- Festival du film gay et lesbien des Canaries

Titre original : Festival de cine Gay y Lésbico de Canarias.
4e édition, les 15-24 janvier 2010.
- aLandaLesGai, Festival international de cinéma lesbien et gay d'Andalousie

Titre original : aLandaLesGai, Festival Internacional de Cinema Lésbico y Gai de Andalucía.
5e édition, les 20-29 novembre 2009 à Séville et Huelva, Andalousie.
- CineGaiLesAST, Festival international de cinéma lesbien et gay d'Asturies (Gijón)

Titre original : CineGaiLesAST, Festival Internacional de Cine Gai y Lésbicu d'Asturies ou Festival de Cine Gay Lésbico de Asturias, créé en 2006 et organisé par le Festival de Cine Asturianu.
3e édition en août 2008.
- Mostra Lambda, Festival international du film gay et lesbien de Barcelone organisé par le Casal Lambda d'Armand de Fluvià

Titre original : Mostra Lambda, Mostra International de Cinema Gai i Lesbià.
14e édition, 1-9 juillet 2009.
- Festival international de cinéma gay et lesbien de Barcelone

Titre original : festival Internacional de Cinema Gay i Lesbic de Barcelona (FICGLB).
9e édition, les 16-25 octobre 2009.
- Fancinegay, Festival de cinéma gay et lesbien d'Estrémadure

Titre original : Festival de Cine Gay & Lésbico de Extremadura.
12e édition, les 1-7 novembre 2009.
- LesGaifestival, Valence

Titre original : LesGaiFestiVal (Festival de Cine Gai y Lesbico de Valencia).
- CINHOMO, Festival du cinéma LGBT de Valladolid

Titre original : Muestra de Cine GLBT de Valladolid.
9e édition en mars 2009.
- Zinegoak, Festival international de cinéma gay, lesbien et trans de Bilbao (Pays basque)

Titre original : Zinegoak, Festival Internacional de Cine Gay-Lesbo-Trans de Bilbao.
7e édition en janvier/février 2010
- Zinentiendo, Mostra internationale de cinéma LGTBQI à Saragosse

Titre original : Zinentiendo, Muestra Internacional de cine LGTBQI.
11e édition en 2017

#### Estonie
- Festheart, Festival du film LGBT à Rakvere

Organisé par l'ONg Sevenbow 
6e édition en 2022

#### Finlande
- Vinokino, festival du film lesbien et gay de Finlande
- Espoo Ciné, festival de films généraliste avec section LGBT

#### France
(août 2015).
En France, il existe, en 2012, quatorze festivals de cinéma LGBTQ en france:
- Festival Désir...Désirs[10], Tours

- Chéries-Chéris, festival de films gays, lesbiens, trans et ++++ de Paris[11]

- Des images aux mots, festival de films LGBT de Toulouse[12]
- Festival international du film lesbien et féministe de Paris[13] : Quand les lesbiennes se font du cinéma
- Face à Face[14], à Saint-Étienne
- Vues d'en face[15], festival international du Film Gay et Lesbien de Grenoble
- Rencontres cinématographiques In&Out[16], Festival du Film Queer de Cannes et Nice
- ZeFestival[17], Festival de films LGBT de PACA
- Écrans Mixtes[18] à Lyon depuis 2011
- Les mains gauches[19],[20] à Marseille
- Les Bisqueers Roses[21],[22] à Reims

- Queer Pix[23], Pau

Le festival a eu lieu tous les deux ans de 1998 à 2008, sous le nom « L'homosexualité, ce n'est pas qu'au cinéma ». Il devient annuel en 2010 et change de nom « Journées gaies et lesbiennes de Pau ». Organisé depuis 1998 par IDEM (Informations, Droits, Égalité, Mouvement mixte). En 2013, le cycle adopte le nom de « Queer Pix ».
12e édition du 19 au 22 février 2015.
- Festival Transposition[24], Annecy

L'association lance en 2016 à Annecy le premier festival du film des minorités de genres et sexuelles. Le festival du même nom, Transposition, se tiendra pour sa deuxième édition du 8 au 15 avril 2017 et a choisi comme thématique "La famille". Les séances se tiennent dans plusieurs cinémas de l'agglomération d'Annecy. Au-delà de la diffusion de films, le festival est également ponctué d’événements : des débats faisant intervenir des réalisateurs ou des acteurs, des conférences, une exposition, et parce que ce festival s’inscrit dans une dynamique conviviale et festive, il se termine par une soirée de clôture au Brise Glace.
- Autre Regard fait son cinéma, festival de films LGBT de Mulhouse

L'association mulhousienne Autre Regard est née en 2002. Elle organise des débats-rencontres mensuels et d'autres activités à destination de ses membres, de même que des actions plus ponctuelles (interventions en milieu scolaire, manifestations culturelles, etc.)
Une coopération avec le cinéma Le Palace a permis d'organiser cette première semaine du film gay et lesbien.
6e édition du 17 au 24 mars 2013.
- Cinémarges, Festival· « sexe, genres et identités » de Bordeaux[26]

Cinémarges (Sexe, genres et identités) défend un cinéma indépendant qui prend racine dans des expériences minoritaires et ouvre des espaces de transgression des genres et des formes.
14e édition du 30 mars au 7 avril 2013
- Cinépride, festival de films LGBTI+[27] de Nantes

Créé en 2004 dans le cadre de la Gay Pride à Nantes, le festival Cinépride est organisé par le Centre LGBTI+ de Nantes (Nosig) et se déroule tous les ans fin mai au cinéma Katorza.
La 15e édition de Cinépride a lieu du 29 mai au 3 juin 2018.
- Festival D'un bord à l'autre[28], Orléans

Organisé depuis 2010 par l'association Ciné Mundi.
1re édition en septembre 2010. Ce festival remplace le Festival de films gays & lesbiens du Groupe Action Gay & Lesbien – Loiret (2006-2009)
3e édition : du 27 septembre au 30 septembre 2012.
- Arc-en-ciel, Festival de films Gay et Lesbien de Chalon-sur-Saône

La première édition avait eu lieu les 3 au 8 décembre 2009. Au cinéma Axel de Chalon. Lionel Chaffiol est le responsable de la programmation du festival et directeur des cinémas de Chalon.
4e édition du 5 au 11 décembre 2012
- Marais Film Festival de Paris

Festival organisé par le distributeur de films français Outplay.
1re édition du 11 au 17 novembre 2014 au cinéma le Nouveau Latina.
- FemiGouin'Fest, festival de cinéma lesbien et féministe[32] organisé par l'association La Nouvelle Lune de Strasbourg. Première édition en 2018.

##### Festivals disparus
Par ordre chronologique :
- Festival du film gay et lesbien de Saint-Étienne, plusieurs éditions dans les années 1980 (fonds d'archives Le Point G, Lyon).[réf. nécessaire]
- Festival Question de genre de Lille, 17 éditions organisées par l'association Gaykitschcamp, de 1989 à 2006.
- Festival Les Journées du cinéma gay et lesbien de Rouen (6 éditions) ont été organisées entre 2001 et 2006 par la Commission Cinéma du Collectif « Comme Ça ! », composée de Chloé Argentin, Franck Belver, Josselin Cros et Amélie Danel.
- Reflets, des Films d'aujourd'hui pour penser demain (Marseille). Organisé entre 2002 et 2011 par l'association MPPM (Moving Project / Projets en Mouvement, créée en 1998). L'édition prévue en mai 2009 a été annulée à cause du désengagement de la ville de Marseille et de l'État[33]. 9e et dernière édition en mai 2011, remplacé en 2012 par le Festival du film LGBT Provence Alpes Côte d’Azur ZeFestival.
- La Confusion des genres, cycle de cinéma gay et lesbien d’Aix-en-Provence. Fondé en 2002, organisé par les cinémas aixois : 10e édition du 23 au 2/03 2011[34], cinéma Le Mazarin[35]. Cet événement cohabita avec le festival pluridisciplinaire LesBiGaiX arrêté en 2007. Au total, près de 120 films présentés en dix années d'existence.
- Festival Allant vers, Festival du film gay, lesbien, bi, trans, hétéro de Nîmes fondé en 2003, (6 éditions), dernière édition en 2008.
- GAGL le Festival de films gays & lesbiens d'Orléans créé par le Groupe Action Gay & Lesbien – Loiret, 3 éditions, de 2005 à 2008.
- Festival de cinéma queer de Paris, deux éditions, organisées par le Peuple qui manque, de 2006 à 2007.
- Festival D'un genre à l'autre de Nice, une édition organisée par l'association Polychromes, en 2008.
- Festival IdentiT, Festival de films trans de Paris la 1re édition du festival international de films trans de Paris s'est tenue du 11 au 13 janvier 2008 au cinéma L'Archipel et la 2e édition du 11 au 14 juin 2009.

#### Irlande
- Gaze, Festival international du film lesbien et gay de Dublin

Titre original : Dublin International Lesbian & Gay Film Festival .
17e édition en juillet/aout 2009.

#### Italie
- Queer Lion Award, Mostra de Venise

- Lovers film festival de Turin

- Festival MIX du cinéma gay, lesbien et culture queer de Milan

Titre original : Festival MIX di Cinema Gaylesbico e Queer Culture.
23e édition en juin 2009.
- SICILIA QUEER filmfest de Palerme

Titre original : Sicilia Queer filmfest - Festival Internazionale di Nuove Visioni.
13e édition en mai 2023 (Palerme, 24 mai-31 mai 2023)

#### Norvège
- Skeive Filmer, Festival du film gay et lesbien d’Oslo

Titre original : Skeive Filmer, Oslo Gay & Lesbian Film Festival (OGLFF).
19e édition en septembre 2009

#### Aux Pays-Bas
- Roze Filmdagen, Festival du film gay et lesbien d'Amsterdam

Titre original : Roze Filmdagen, Amsterdam Gay & Lesbian Film Festival.
13e édition en mars 2010.
- Festival du film transgenre des Pays-Bas

Titre original : Nederlands Transgender Filmfestival.
5e édition les 20-24 mai 2009.

#### Portugal
- Festival du film gay et lesbien de Lisbonne

#### République tchèque
- MEZIPATRA, Festival du film gay et lesbien Tchèque

#### Roumanie
- Les nuits du film gay de Roumanie

#### Royaume-Uni
- BFI Flare de Londres[36]
- Outsiders, Festival du film gay et lesbien de Liverpool

Titre original : Outsiders Film Festival - Liverpool LGBTI Film Festival.
5e édition en septembre/octobre 2008
- Glasgay! Festival de Glasgow, (Écosse)

Titre original : Glasgay! Festival.
Organisé par le GALA Scotland Ltd.
21e et dernière édition en octobre/novembre 2014.
- Festival Outburst des arts queer de Belfast (Irlande du Nord)

Titre original : Outburst Queer Arts Festival
16e édition en novembre 2022.
- Iris Prize Festival de Cardiff, (Pays de Galles)

Titre original : The Iris Prize Festival - Cardiff's International Gay and Lesbian Short Film Prize.
Le prix Iris est un prix international gay et lesbien de courts métrages qui est ouvert à tout court métrage qui est, par, ou au sujet d'intérêt pour les gays, lesbiennes, bisexuels, transgenres ou intersexuées auditoires.
16e édition en octobre 2022.

#### Slovénie
- Festival du film gay et lesbien de Ljubljana

#### Suisse
- Everybody's perfect, festival du film gay et lesbien (LGBTIQ & A) de Genève
- Pink Panorama, Festival de films lesbien, bi et gay de Lucerne

Titre original: Pink Panorama LesBiSchwules Festival Luzern.
11e édition en novembre 2012 à Lucerne.
- Pink Apple, Festival du film gay et lesbien

Titre original : Pink Apple schwullesbisches filmfestival.
15e édition en mai 2012 à Zurich et Frauenfeld.
- Queersicht Festival de films lesbiens et gays de Berne

Titre original : Lesbisch-schwules Filmfestival Bern / Festival de films lesbiens et gays de Berne
Fondé en 1997 par l'association Queersicht (équipe de 15 bénévoles), c'est le festival de film LGBT le plus ancien en Suisse.
17e édition en automne 2013

### Océanie

#### Australie
- Festival du film queer de Brisbane

Titre original : Brisbane Queer Film Festival (BQFF).
10e édition en avril 2009.
- Festival du film queer de Melbourne

Titre original : Melbourne Queer Film Festival (MGFF).
19e édition en mars 2009.
- Queer Screen, Festival du film du Mardi Gras de Sydney

titre original : Queer Screen Sydney Mardi Gras ou Mardi Gras Film Festival. Le Mardi Gras Film Festival est l'un des plus grands festivals de films LGBT et contribue pour la culture queer écran en Australie.
Soirée d'ouverture : My Queer Career - Compétition courts-métrages LGBT australien.
Dernière Édition : 13 février - 5 mars 2009 à Sydney, Parramatta, Newtown, Paddington, Randwick.
- queerDOC festival du film documentaire de Sydney

titre original : queerDOC - the world’s premier LGBT documentary festival. Dernière édition : 3-13 septembre 2009, Sydney.
Organisé par le QueerScreen.

#### Nouvelle-Zélande
- Out Takes, une bobine de film festival queer

Titre original : Out Takes, A Reel Queer Film Festival.
3e édition à Auckland (mai 2009), à Wellington (mai/juin) et à Christchurch (juin 2009).